# Referendum o preoblikovanju in privatizaciji Slovenskih železnic
Referendum o preoblikovanju in privatizaciji Slovenskih železnic je bil predhodni zakonodajni referendum, ki je potekal 19. januarja 2003. Sočasno je potekal tudi referendum o vračanju prekomernih vlaganj v telekomunikacijsko omrežje.
Referendum so zahtevali zaposleni v Slovenskih železnicah na podlagi 59.470 zbranih podpisov.

## Referendumsko vprašanje
Referendumsko vprašanje se je glasilo:
»Ali naj se s predlaganim zakonom o preoblikovanju in privatizaciji javnega podjetja Slovenske železnice, d.d. (ZPPJPSZ – EPA 578-III – nujni postopek) uredi preoblikovanje in privatizacija javnega podjetja Slovenske železnice, d.d. drugače kot je predlagano, in sicer tako:
- da javno podjetje Slovenske železnice, d.d. deluje kot javno in enovito podjetje, ki zagotavlja kakovostne železniške storitve in varnost ter urejenost železniškega prometa;
- da se v javno podjetje Slovenske železnice, d.d. vključijo vse tiste dejavnosti, ki so nujno potrebne za zagotavljanje varnega in urejenega železniškega prometa;
- da se v primeru privatizacije javno podjetje Slovenske železnice, d.d. privatizira zgolj kot celota tako, da država ohrani večinski delež in prevladujoč vpliv;
- da se v skladu z zahtevami Evropske unije javnemu podjetju Slovenske železnice, d.d. zagotovi takšno finančno strukturo, na podlagi katere se bodo vzpostavile razmere za uspešno poslovanje javnega podjetja Slovenske železnice, d.d.;
- da se javnemu podjetju Slovenske železnice, d.d. zagotovi dolgoročno sistemsko financiranje tistih železniških storitev, ki se izvajajo zaradi javnih koristi tako, da pokrije razliko med ceno, ki jo določa država, in dejanskimi stroški javnih prevozov, ki jih zahteva država, in zagotavlja tudi ustrezen razvoj teh storitev;
- da se zagotovi pospešeno izvajanje nacionalnega programa razvoja slovenske železniške infrastrukture.«

O tem, da je vprašanje nejasno, je bilo govora že v Državnem zboru. Sporno pri vprašanju pa je dejansko to, da ni spraševalo neposredno po mnenju za ali proti predlaganem zakonu, pač pa za ali proti nasprotnemu kot je bilo predlagano. Z drugo besedo je bilo vprašanje postavljeno v nikalni obliki. Kdor je torej obkrožil za, je bil dejansko proti predlaganemu zakonu, in kdor je obkrožil proti, je bil za predlagan zakon. V praksi je to pomenilo, da je bilo mnogo ljudi zavedenih in da so na voliščih nevede glasovali nasprotno od željenega.

## Rezultati
Volilno pravico je imelo 1.610.180 volivcev, glasovalo je 501.499 ali 31,1 % volivcev. Za je glasovalo 47,17 %, proti pa 50,84 %, 1,99 % glasovnic je bilo neveljavnih. S tem je večina podprla zakon. Državni zbor je nato 26. februarja 2003 zakon tudi sprejel.